# Pär Andersson (konstnär)
Pär Sigurd Andersson, född 12 december 1926 i Skellefteå stadsförsamling i Västerbottens län, död 18 februari 2015 i Lidgatu i Ådals-Lidens församling, var en svensk konstnär.
Pär Andersson studerade först vid Högre konstindustriella skolan i Stockholm 1944–1948 och därefter för André Lhote i Paris 1948–1949. Han studerade han för Olle Nyman på Kungliga Konstakademien i Stockholm 1951–1956. Han debuterade med blyertsteckningar och oljemålningar vid en samlingsutställning i Skellefteå 1949.
Han var lärare på Konstfack i muralmåleri 1959–1972 och ledamot av Konstakademien från 1973.
Framför allt gjorde han sig känd för sina bidrag vid utformningen av kyrkorum under 1970- och 1980-talen. Andersson är representerad vid Moderna Museet i Stockholm  och Brooklyn museum i USA.
Pär Andersson var från 1954 gift med konstnären Astrid Theselius Andersson (1927–2019)  och är far till bland andra möbelarkitekten Mats Theselius. Makarna Andersson är begravda på Norra begravningsplatsen utanför Stockholm.

## Offentliga verk (i urval)
- 1969 Utsmyckningar på Foodia i Staffanstorp
- 1974 Målningar i Immanuelskyrkan i Stockholm
- 1974 Väggmålningar i tunnelbanestation Universitetet i Stockholm (ersatta av målningar av Françoise Schein i samband med renovering av stationen 1996).
- 1984 Målningar i Filborna församlings kyrka i Helsingborg
- Mitten av 1980-talet Glasfönster i Visby domkyrka
- 1986 Glasmålningar i Rödeby kyrka
- Efter 2004 Alfrescomålningar i Kumla kyrka
- Tre årstider, emaljmålningar på fastigheter i Östberga i Stockholm
- Glasfönster i Linköpings domkyrka
- Målningar, Backens kyrka

## Bildgalleri

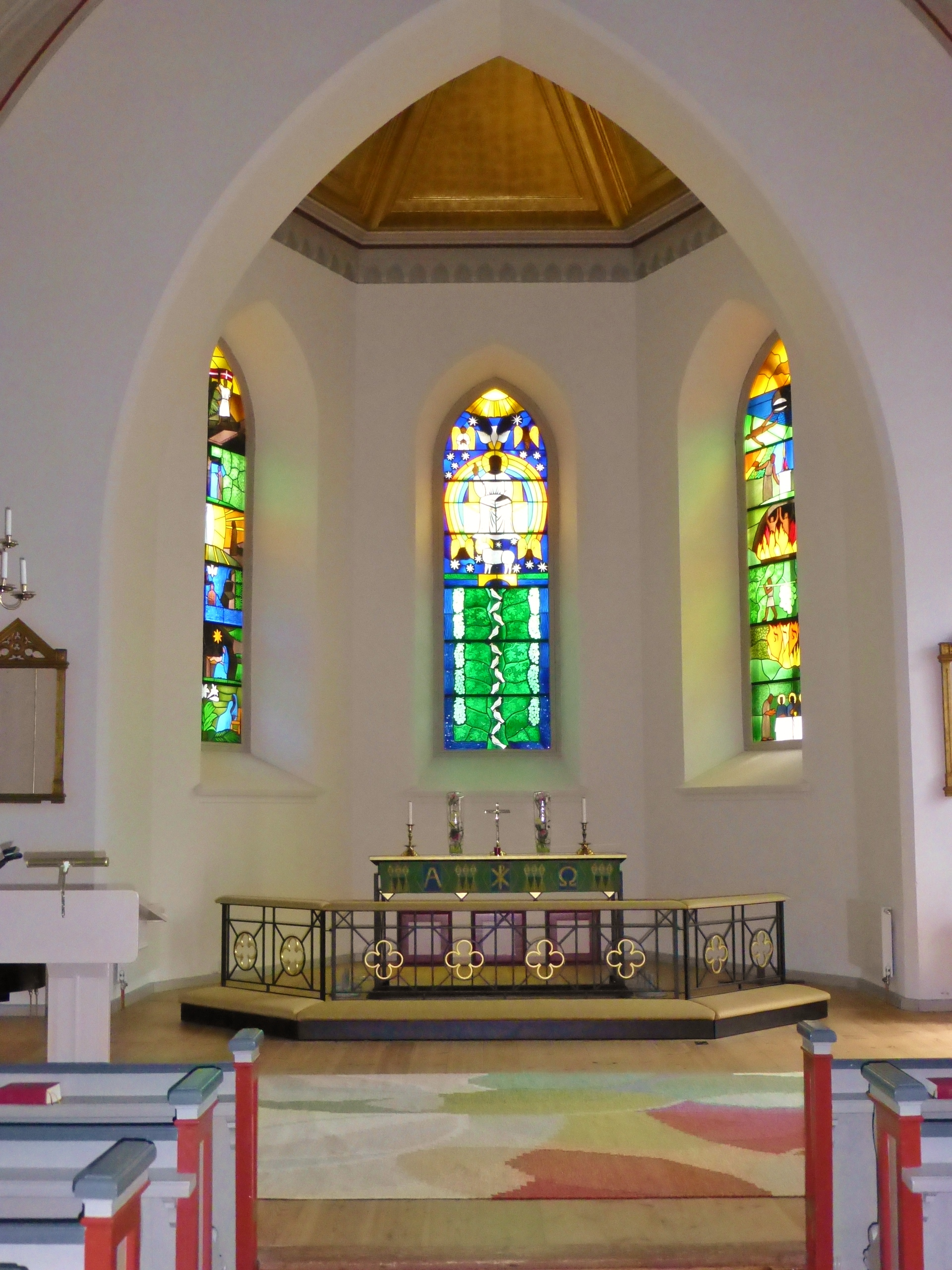
Koret i Rödeby kyrka
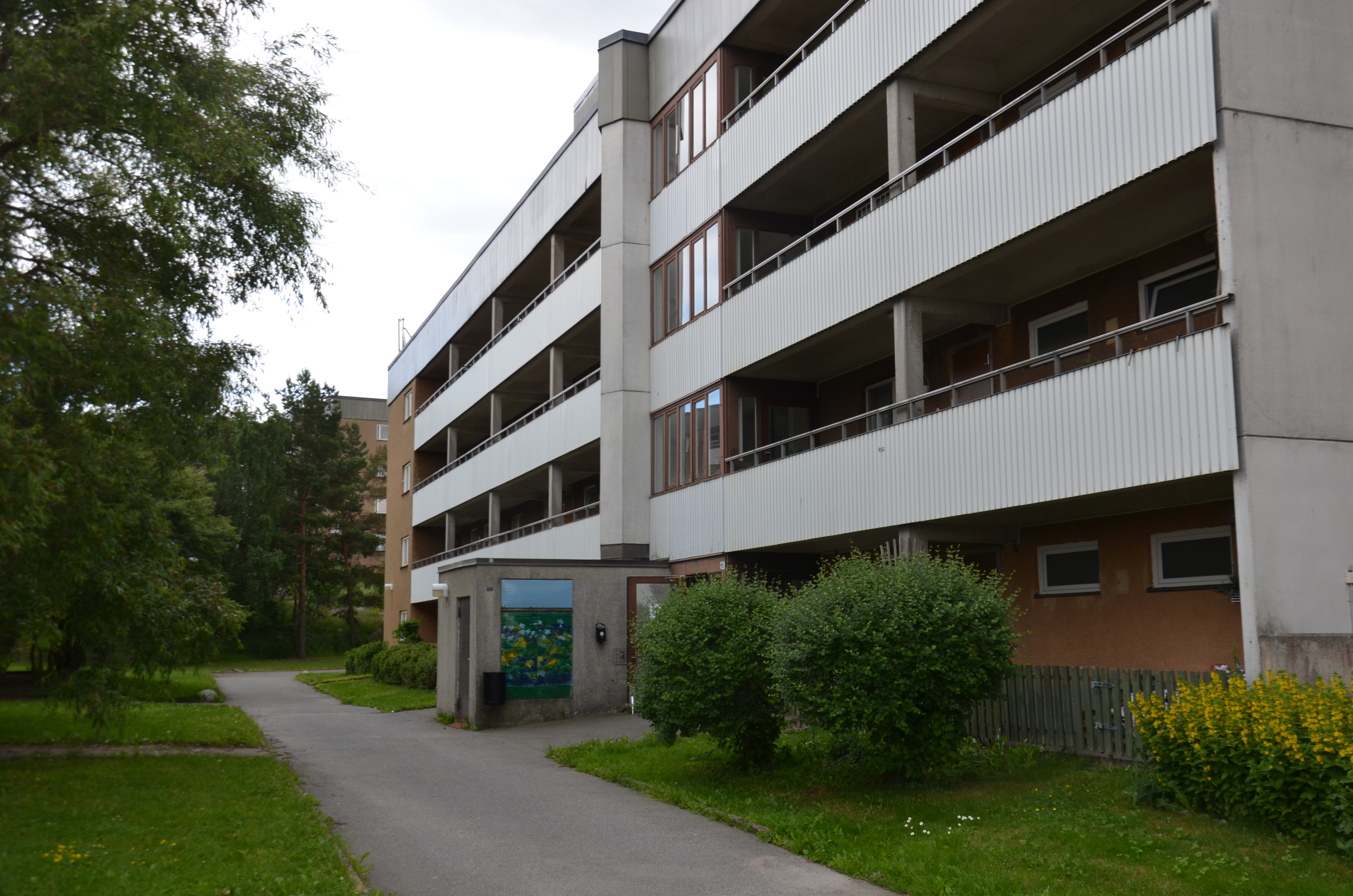
Tre årstider i Östberga i Stockholm
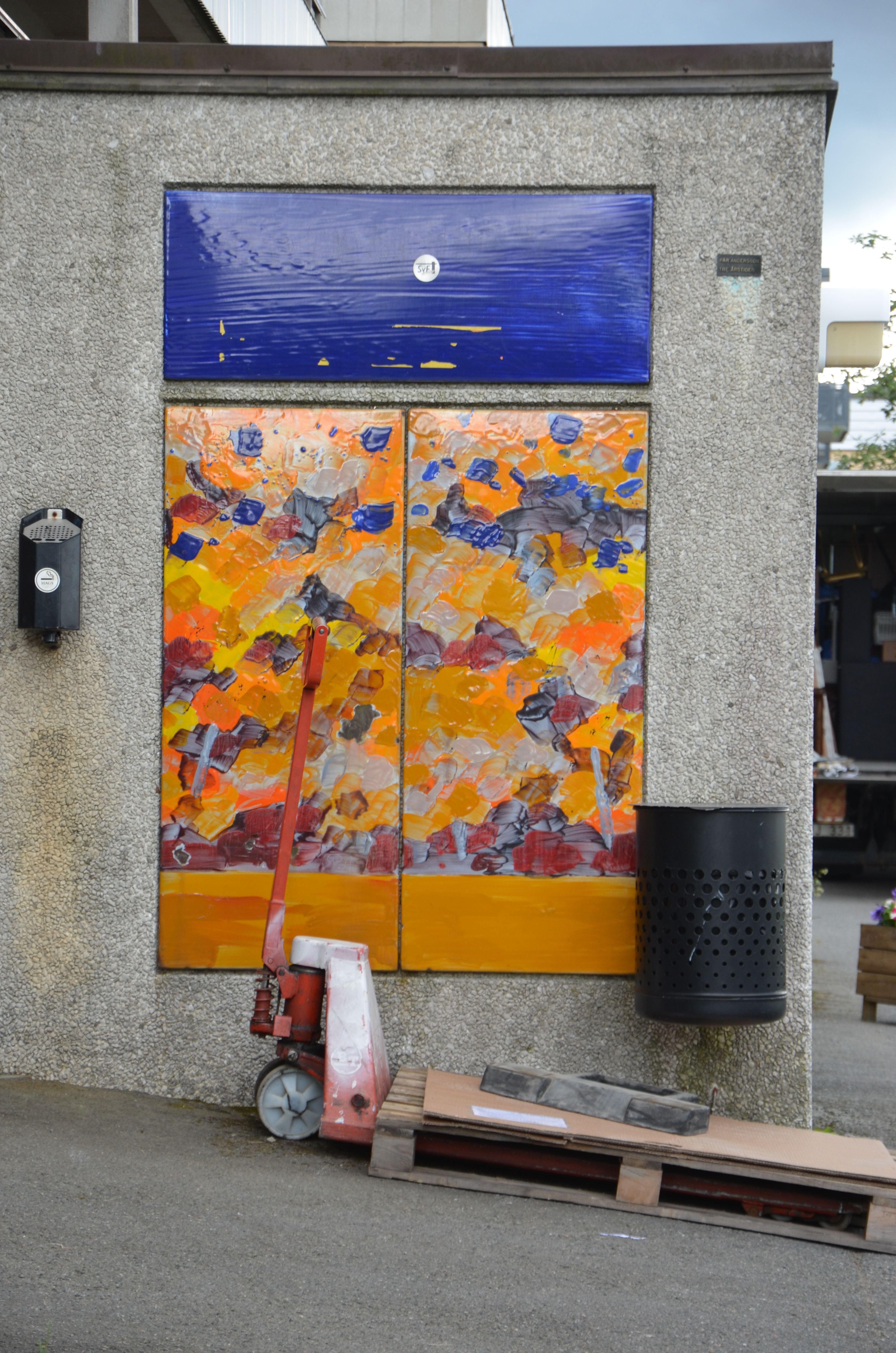
Tre årstider, emaljmålning på Förlandagränd 12 i Östberga i Stockholm
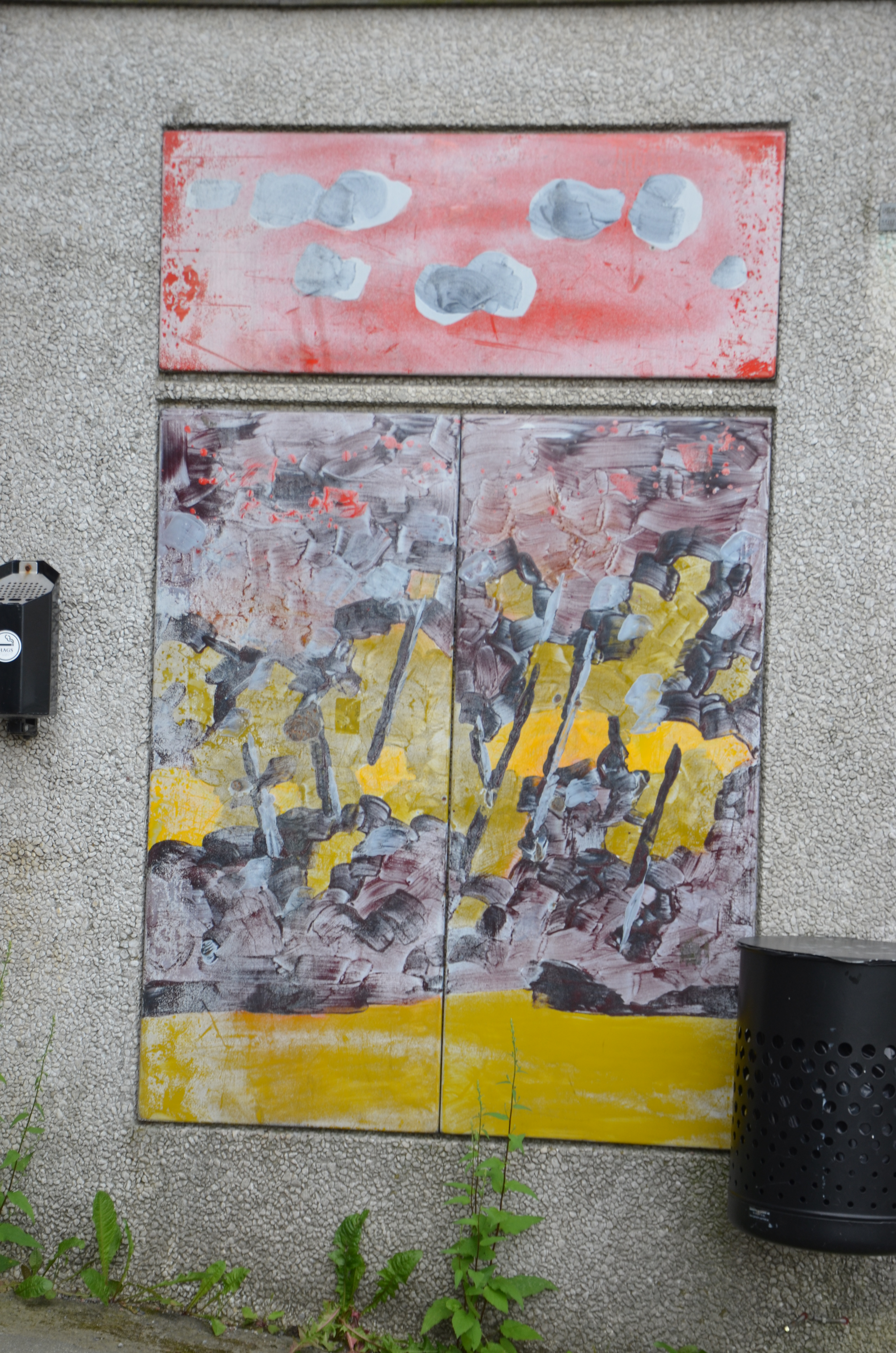
Tre årstider, emaljmålning på Förlandagränd 28 i Östberga i Stockholm
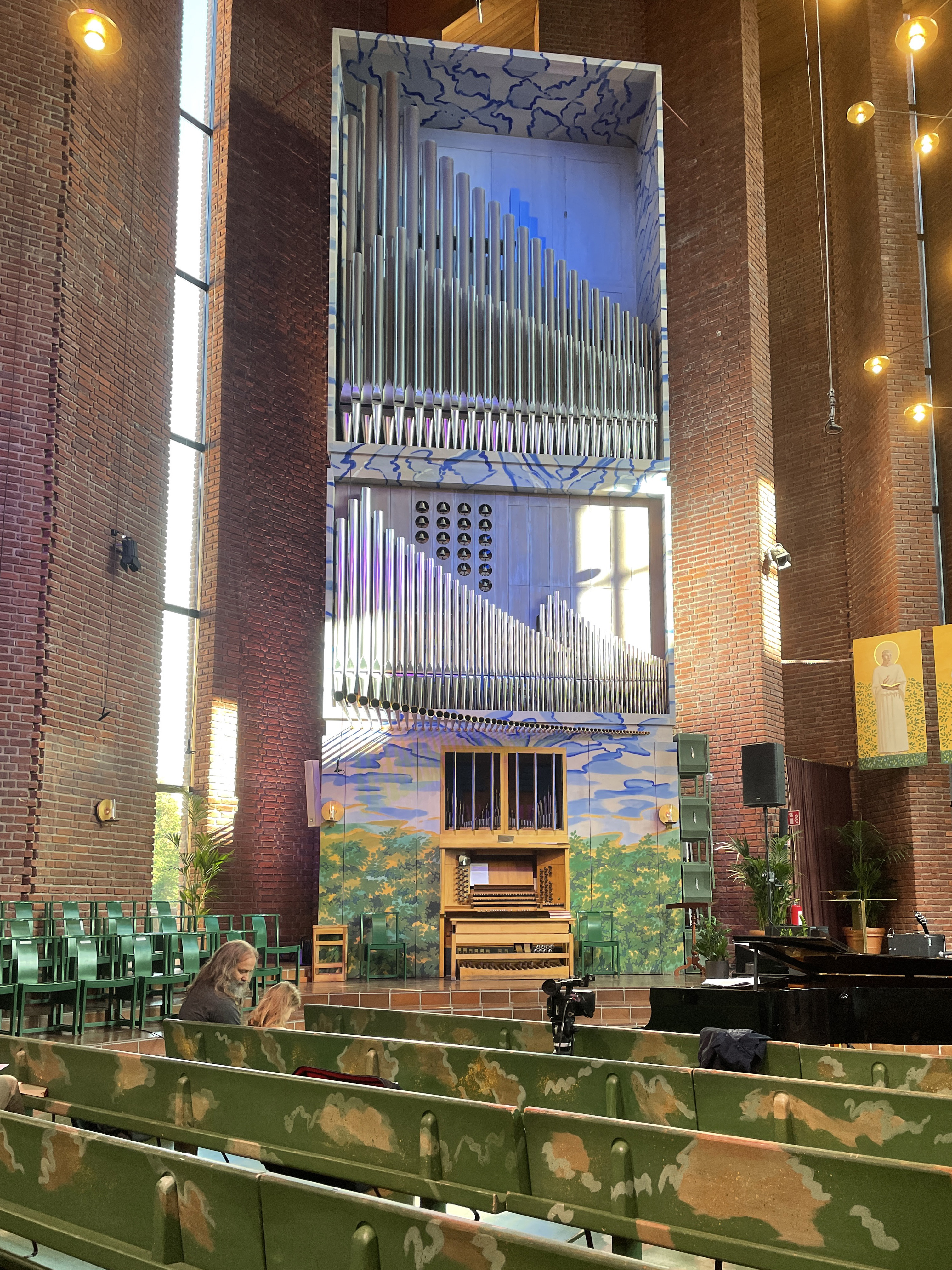
Orgelskåp i Immanuelskyrkan
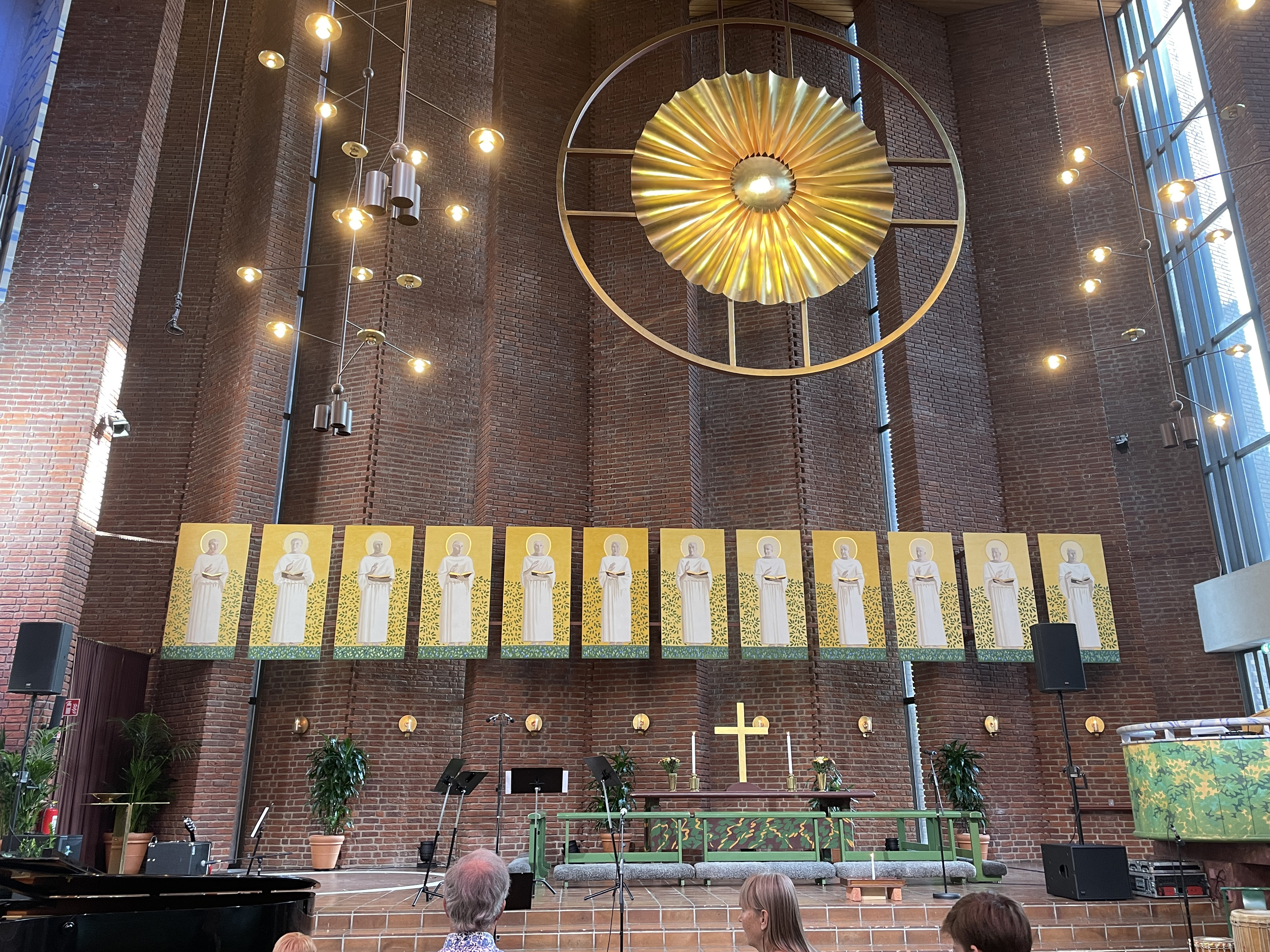
Altarutsmyckning i Immanuelskyrkan